# 1257 Móra
1257 Móra là một tiểu hành tinh vành đai chính với chu kỳ quỹ đạo là 1433.8875667 ngày (3.93 năm).
Tiểu hành tinh được phát hiện ngày 8 tháng 8 năm 1932.